# Tống Ly công
Tống Li công hay Tống Hi công (chữ Hán: 宋釐公/宋僖公; trị vì: 858 TCN-831 TCN), tên thật là Tử Cử (子舉), là vị vua thứ tám của nước Tống – chư hầu nhà Chu trong lịch sử Trung Quốc.
Tử Cử là con của Tống Lệ công – vua thứ 7 nước Tống. Năm 859 TCN, Lệ công mất, Tử Cử lên nối ngôi, tức là Tống Ly công.
Sử ký không ghi chép sự kiện xảy ra liên quan tới nước Tống trong thời gian ông làm vua.
Năm 831 TCN, Tống Ly công mất. Ông làm vua được 28 năm. Con ông là Tử Kiến lên nối ngôi, tức là Tống Huệ công.